# 博物館展示
博物館展示指為博物館中的物件加上詮釋之「陳列(display)」，為傳統博物館的四大功能之一。對應的英語詞彙為exhibit。其目的在與觀眾溝通，是一組帶有意圖的觀念呈現。換言之，「展示」即是透過物品的陳列及詮釋與觀眾溝通，旨在傳達某種觀念。然而，博物館的發展與19世紀的民族國家興起息息相關，殖民色彩濃厚，故人們亦常質疑博物館展示的客觀性。此外，在博物館實務與學界中，對於博物館的展示也有許多的討論。除前述之中立性外，關於物件代表性、詮釋學觀點、展示空間規劃、展示設計、觀眾異質性、展覽媒材等，皆是常見之議題。

## 分類
展示的類型可依分類的依據，分為以下兩種：
- 意圖/目標
  - 娛樂/美學性展示──娛樂/美學類物件的展示 [7]
  - 概念性展示──理念的呈現
  - 事實性展示──資訊的傳達

- 資料編列

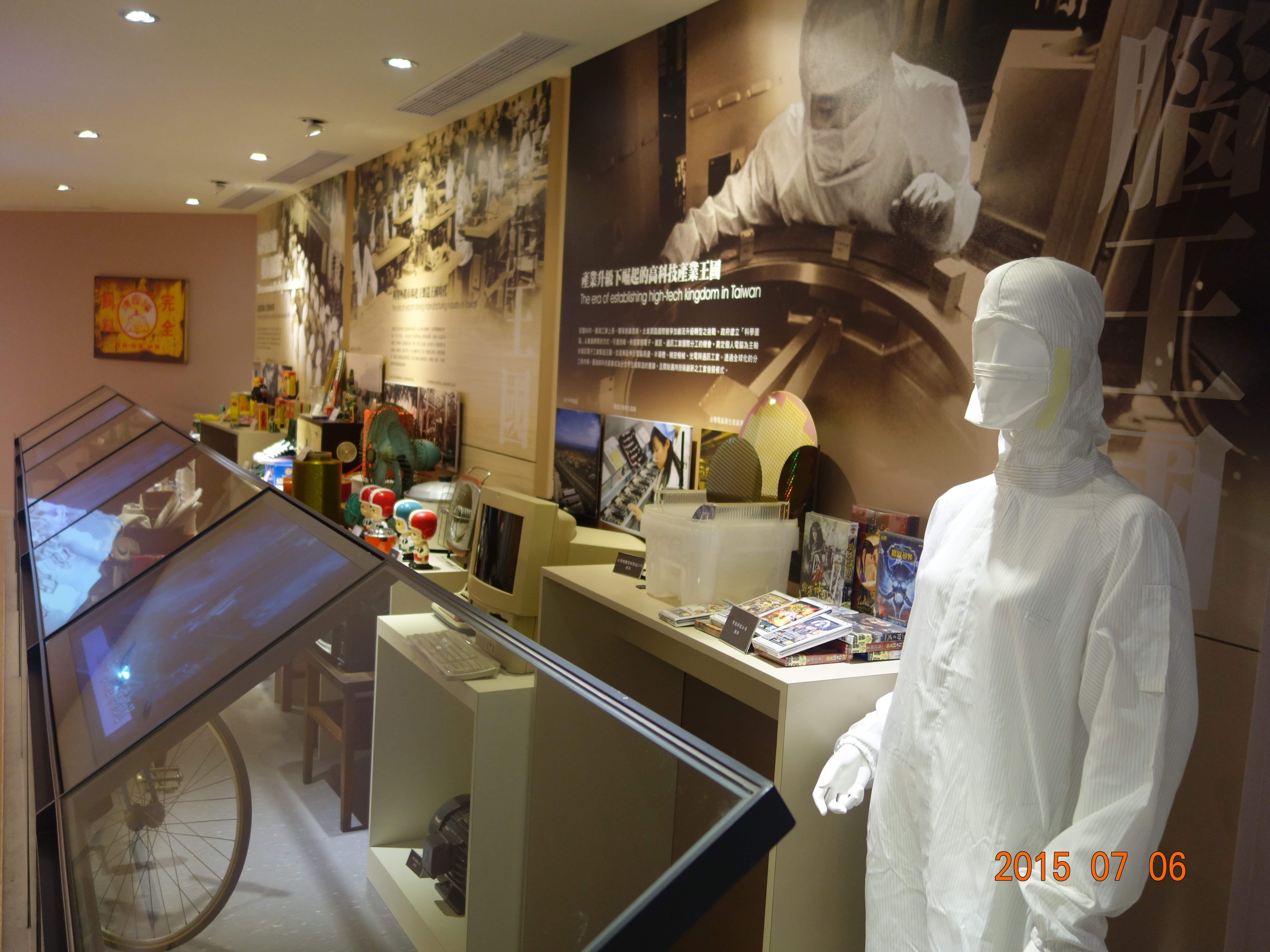
臺灣股票博物館內依時間先後順序的展示，即為系統性展示

  - 系統性展示──依物件之相似性安排展示，如相關種類的鳥類展示。
  - 生態性展示──以地域、棲所或相互間的生存關係安排展示，如熱帶雨林生態展示。

## 展示手法
展示手法可依其展示設計的過程分為四類：
- 開放性儲藏取向

即未經組織的分類陳列。
- 物件取向

經過藏品選擇、研究與詮釋，具有展品說明和適當照明，但過於強調物件本身，恐缺乏明確動機或展示概念。
- 概念取向

強調展示的概念，並依其概念選擇展品、詮釋方式與其他輔助工具。但若過於極端，恐淪為繁雜的教科書文字，反而缺乏物件展示。
- 綜合取向

綜合物件取向與概念取向，兼具物件重要性與展示概念。